# Нандор Дани
Нандор Дани (мађ. Dáni Nándor; 30. мај 1871, Будимпешта — 31. децембар 1949, Будимпешта) је био атлетичар учесник првих Олимпијских игара 1896. у Атини.

## Спортска каријера
Дани се бавио са више спортова. Као члан Спортског удружења љубитеља спорта (Sportkedvelők Köre) и Мађарског атлетског клуба (МАК) (Magyar Atlétikai Club) из Будимпеште, Дани се такмичио као атлетичар и бициклиста, а поред тога бавио се и веслањем као члан веслачког клуба Нептун (Neptun Evezős Egyesület) и клизањем као члан Будимпештанског клизачког удружења (БКЕ) (Budapesti Korcsolyázó Egyesület).
Био је вишеструки првак Мађарске у атлетици. Резултати које је постизао били су неколико пута рекорди Мађарске. Због добрих резултата био је међу 8 мађарских спортиста који су путовали на Олимпијске игре 1896.
Дани се такмичио у трци на 800 mметара, и заузимајући друго место у првој квалификационој групи пласирао се у финале. Ту је опет завршио иза Едвина Флека из Аустралије, који га је победио и у квалификацијама. Сребрну медаљу освојио је резултатом 2:11,8 мање од секунду заостатка иза Флека који је постогао 2:11.0. Занимљиво је да су оба такмичара у квалификацијама постигли боља веремена. Дани је имао 2:10,2, а Флек 2:10,0 чиме је поставио и олимпијски рекорд.

## Ванспортска каријера
Са престанком активног бављења спортом, Нандор Дани, је постао члан председништва Мађарског атлетског савеза и директор а касније и извршни председник једног будимпештанског предузећа за производњу угљен-диоксида.